# Batracomorphus manilus
Batracomorphus manilus är en insektsart som beskrevs av Knight 1983. Batracomorphus manilus ingår i släktet Batracomorphus och familjen dvärgstritar. Inga underarter finns listade i Catalogue of Life.